# بتروناس
پتروناس، برهاد الوطنية للنفط، هي شركة تملكها الحكومة الماليزية للنفط والغاز الطبيعي تأسست في 17 اغسطس، 1974.
في عام 2017 فوربس جلوبال 2000، تم تصنيف بتروناس غاز كأكبر 1881 شركة عامة في العالم. منذ تأسيسها نمت بتروناس لتصبح شركة نفط وغاز دولية متكاملة مع مصالح تجارية في 35 دولة. في نهاية مارس 2005، كانت المجموعة تتألف من 103 شركة تابعة مملوكة بالكامل، 19 شركة مملوكة جزئياً و 57 شركة زميلة. معًا، تصنع هذه الشركات الشركة التي تشارك في العديد من الأنشطة القائمة على النفط والغاز. حددت فاينانشيال تايمز بتروناس كواحدة من «الأخوات السبع الجدد»  شركات النفط والغاز الوطنية الأكثر نفوذاً والمملوكة للدولة بشكل أساسي من دول خارج منظمة التعاون الاقتصادي والتنمية.
تعمل المجموعة في مجموعة واسعة من الأنشطة البترولية، بما في ذلك  المنبع التنقيب وإنتاج النفط والغاز إلى  المصب تكرير النفط تسويق وتوزيع المنتجات البترولية تجارة معالجة الغاز وتسييل الغازات نقل الغاز في خطوط الأنابيب عمليات الشبكة تسويق الغاز الطبيعي المسال تصنيع وتسويق البتروكيماويات الشحن هندسة السيارات والاستثمار العقاري.
توفر بتروناس مصدر دخل كبير للحكومة الماليزية، حيث يعتمد نصف ميزانية الحكومة على أرباح الشركة. علاوة على ذلك، في عام 2011، كان الرصيد الحكومي الفعلي يعاني من عجز بنسبة 5 في المائة من إجمالي الناتج المحلي.
يقع المقر الرئيسي للشركة في أبراج بتروناس الذي تم افتتاحه رسميًا في العيد الوطني الثاني والأربعين لماليزيا، 1999 - في الذكرى السنوية الـ 24 للشركة.

## تاريخ
قبل تشكيل ماليزيا، بدأت رويال داتش شل في التنقيب عن النفط في ميري، ساراواك؛ بعد توقيع تشارلز بروك على أول عقد إيجار لتعدين النفط في عام 1909. في عام 1910، تم حفر أول بئر نفط في ميري. عُرف بئر النفط هذا لاحقًا باسم السيدة العجوز الكبرى. في عام 1929، تم اكتشاف النفط في بروناي. لم تكن هناك أنشطة حفر أخرى في بورنيو أو الملايو البريطانية حتى الخمسينيات من القرن الماضي.
في عام 1966، أعطى قانون تعدين البترول حقوق إكسون موبيل ورويال داتش شل لاستكشاف مناطق النفط وإنتاج عائدات النفط ومدفوعات الضرائب للحكومة. في أواخر الستينيات، مُنحت شركة اسو وشركة كونوكو امتيازات لاستكشاف النفط قبالة شواطئ الساحل الشرقي لشبه جزيرة ماليزيا. بحلول عام 1974، بلغ إنتاج ماليزيا من النفط الخام حوالي 90.000 برميل يوميًا (14.000 متر مكعب / يوم) إلى 99.000 برميل يوميًا (15.700 متر مكعب / يوم).

### تأسيس شركة نفط وغاز حكومية: السبعينيات
تضافرت عدة عوامل في أوائل السبعينيات لدفع الحكومة الماليزية إلى إنشاء شركة نفط وغاز حكومية. في عام 1972، كان سعر برميل النفط 1.50 دولار أمريكي، والذي ارتفع لاحقًا إلى 2.28 دولار أمريكي للبرميل. تسببت الحرب في الشرق الأوسط وحظر النفط من قبل منظمة البلدان المصدرة للنفط (أوبك) في ارتفاع سعر البرميل حتى 12.00 دولارًا أمريكيًا مما أعطى المزيد من الحوافز لماليزيا لتأسيس شركة نفط خاصة بها. تبنت العديد من الدول مثل الإمارات العربية المتحدة ومصر وإندونيسيا اتفاقية تقاسم الإنتاج بدلاً من نظام الامتياز لتوزيع عائدات النفط. اعتقدت الحكومة الماليزية أيضًا أن شركات النفط الأجنبية لم تبلغ الحكومة بشكل صحيح فيما يتعلق بأنشطة التنقيب عن النفط في امتيازاتها (مثل الاكتشاف الجديد لحقول النفط)، مما أدى إلى خسارة الإيرادات للحكومة. شجعت صياغة السياسة الاقتصادية الماليزية الجديدة في أوائل السبعينيات الماليزيين على السيطرة على مختلف الصناعات الحديثة وفتح المزيد من الفرص الاقتصادية لـ بوميبوتيرا (الماليزيين الأصليين).
كان رئيس وزراء ساراواك السابق عبد الرحمن يعقوب من أوائل الذين اقترحوا فكرة إنشاء ماليزيا لشركة نفط في عام 1971. ويرجع ذلك إلى ضغط شعب ساراواك الذين سعوا إلى توضيح الحدود الدقيقة للمياه الإقليمية في ساراواك. والواقع أنه منذ تشكيل ماليزيا في عام 1963، لم تعالج مسألة المياه الإقليمية لصباح وساراواك معالجة كاملة، مما جعل تفسيرها مفتوحا على مصراعيه. وقد أعلنت حكومة ساراواك أن المياه الإقليمية تمتد إلى ما هو أبعد من حد الثلاثة أميال الذي حددته الحكومة الاتحادية الماليزية. ومع ذلك، تم تذكير عبد الرحمن يعقوب بعمل تون عبد الرزاق الذي قام بتنصيبه رئيساً لوزراء سراواك. ولذلك، قرر عبد الرحمن إبقاء الصراع في مكان غير بارز قدر الإمكان. وتولى ابن شقيق الرحمن عبد الطيب محمود منصب وزير الأراضي والمناجم الاتحادي بعد أن أصبح عبد الرحمن رئيس وزراء سراواك. آمن الطيب بتقاسم إتاوات النفط بين الدولة والحكومة الاتحادية. وخلال ذلك الوقت، كانت أنشطة تعدين النفط في ساراواك لا تزال تحت السيطرة الحصرية لشل. اقترح الطيب محمود في البداية السماح للمتعاقدين المستقلين بتسوّر النفط الحكومي. وقد وجد «الطيب» تاجراً لبنانياً لشراء النفط الماليزي، إلا أن المقاول تخلف عن الدفع، مما أدى إلى خسارة قدرها 4 ملايين دولار أمريكي. وفيما بعد، أنشئت لجنة حكومية للهيدروكربونات. وقد زار الطيب محمود اندونيسيا ونقاش مع شركة بيرتامينا (شركة النفط والغاز الاندونيسية المملوكة للدولة). واقترح «طيب» أن تلغي ماليزيا نظام الامتياز وتستبدله باتفاق لتقاسم الإنتاج. ومع ذلك، لم تكن هناك قوانين تسمح لماليزيا بالاستفادة من الامتيازات دون دفع تعويضات لشركات النفط الأجنبية. وعلى الرغم من ذلك، قرر الطيب إنشاء هيئة قانونية تسمى «حكمت» (الهيدروكربونيه ماليزيا)، والتي سيكون لها حقوق كاملة من النفط وجدت في المياه الإقليمية لصباح وساراواك. ومع ذلك، احتج عبد الرحمن يعقوب على قرار ابن أخيه وهدد الحكومة الاتحادية بالمحكمة إذا استبعد ساراواك من صفقة النفط هذه. وزار تنغكو رازالي حمزة (رئيس منظمة بيرهادانين ناسونال بيرهاد) الرحمن في مقر الإقامة الخاص الأخير. واقترح تنغكو رازالى تشكيل شركة بدلا من هيئة قانونية تقوم فيها الهيئة الأولى بتوزيع الارباح بالتساوى بين الحكومة الفيدرالية وحكومات الولايات. ووافق عبد الرحمن على الاقتراح. صاغ تنغكو رازالى قانون تنمية البترول مع شركائه سرا، وفقا لتعليمات تون رزاق، على ان يكتمل قبل الانتخابات العامة الماليزية لعام 1974. ثم اتصل رحمن يعقوب هاتفيا بتنغكو رازالى للسؤال عن الشروط التي عرضتها الحكومة الفيدرالية الماليزية. ثم أخبر تنغكو رازالي رحمن فيما يتعلق بإلغاء نظام الامتياز. وفي الوقت نفسه، سيتم منح 5٪ من الإتاوات النفطية للدول المنتجة للنفط المعنية. وافق عبد الرحمن على الصفقة.
وفي عام 1974، عرض قانون تنمية النفط على البرلمان وتمت الموافقة عليه. تأسست بتروناس في 17 أغسطس 1974، وأصبح تنغكو رازالي رئيسها الافتتاحي. في البداية، رفضت إكسون وشل التنازل عن تنازلاتهما ورفضتا التفاوض مع بتروناس. ثم قدمت بتروناس إشعارا إلى جميع شركات النفط الأجنبية بأن جميع شركات النفط الأجنبية سوف تعمل في المياه الماليزية بصورة غير قانونية بعد 1 نيسان/أبريل 1975 إذا لم تبدأ المفاوضات مع بتروناس. وبعد بضع جولات من المفاوضات، تنازلت شركات النفط الأجنبية أخيراً عن امتيازاتها إلى بتروناس. وفي حين وقعت جميع الدول الأخرى المنتجة للنفط في ماليزيا على اتفاقية النفط، رفض تون مصطفى، رئيس وزراء صباح، بعناد التوقيع على اتفاق النفط، واشتكى من إتاوات النفط الهزيلة التي تبلغ 5٪. طلب مصطفى 10 إلى 20٪ من الإتاوات النفطية، وإلا فإنه يهدد بسحب صباح من ماليزيا. رفض تنغكو رازالي الانتفاخ في. ثم تعقد الحكومة الفيدرالية الماليزية صفقة أخرى مع داتوك هاريس صالح (الذي كان غير صالح مع تون مصطفى) لتأسيس حزب برجايا برهان وطرد تون مصطفى من السلطة. ومع ذلك، كان هاريس متردداً في أن يصبح رئيس وزراء صباح، وطُلب من فؤاد ستيفنز أن يتولى منصب رئيس الوزراء إذا جاء برجيا إلى السلطة. نجحت برجايا في الإطاحة بتوني مصطفى في انتخابات ولاية صباح عام 1976. بعد أسبوع واحد من حادث تحطم الطائرة عام 1976 الذي أودى بحياة رئيس الوزراء فؤاد ستيفنز وخمسة وزراء دولة آخرين، وقع هاريس اتفاق النفط. مع صباح يدخل النفط إتفاق، بتروناس أخيرا يتلقّى تحكم إجماليّة من كلّ زيت وغاز احتياطيات في ماليزيا.
بدأت بتروناس لأول مرة في أنشطة التنقيب عن النفط وإنتاجه مع تشكيل شركة بتروناس كاريغالي في عام 1978. في عام 1980، وسعت بتروناس أعمالها المصب من خلال إنشاء مصنع آسيان بنتولو الأسمدة في ساراواك.

### محاربة نضوب النفط: أواخر الثمانينيات
لم يكن التنقيب عن النفط في نهاية المطاف بأي حال من الأحوال ويمكن أن ينتج المزيد من الاحتياطيات. كان حقل سيليجي، الذي بدأ تشغيله في نهاية عام 1988 وتم تطويره بواسطة شركة إسو برودكشن ماليزيا، أحد أغنى حقول النفط الموجودة حتى الآن في مياه ماليزيا، وستشجع الامتيازات الإضافية للشركات الكبرى على استكشاف المياه العميقة حول ماليزيا، حيث يمكن اكتشاف احتياطيات غير معروفة. وفي الوقت نفسه، جعل علم الزلازل المحوسب من الممكن والمبرر تجاريًا إعادة استكشاف الحقول التي تم التخلي عنها، أو التي يُفترض أنها غير منتجة، على مدار القرن الماضي. في عام 1990، دعت بتروناس الشركات الأجنبية لإعادة استكشاف أجزاء من البحر قبالة صباح وساراواك على أساس مسوحات جديدة باستخدام تقنيات حديثة.
طريقة أخرى لتأجيل النضوب كانت تطوير مصادر النفط والغاز الطبيعي البديل خارج ماليزيا. في أواخر عام 1989، دعت حكومتا فيتنام وميانمار (بورما) بتروناس كاريغالي للمشاركة في مشاريع مشتركة للتنقيب عن النفط في مياههما الساحلية. في عام 1990، تم إنشاء وحدة جديدة بتروناس كاريغالي في الخارج، للاستحواذ على حصة 15٪ في حقل في مياه ميانمار يتم استكشافه بواسطة شركة ايديمتسو كوسان ميانمار شركة التنقيب عن النفط المحدودة. وهي شركة تابعة للشركة اليابانية شركة آيديمتسو المحدودة المحدودة للتنمية النفطية شركة ايديمتسو كوسان في ترتيب تقاسم الإنتاج مع شركة مايانما للنفط والغاز. وهكذا بدأ أول استكشاف بتروناس للنفط خارج ماليزيا. في مايو 1990، قامت حكومتا ماليزيا وتايلاند بتسوية نزاع طويل الأمد حول حقوق كل منهما في منطقة مساحتها 7300 كيلومتر مربع في خليج تايلاند من خلال إنشاء إدارة إدارية مشتركة سلطة المنطقة وتشجيع مشروع مشترك للتنقيب عن النفط من قبل بتروناس وهيئة البترول في تايلاند والشركة الأمريكية زيت تريتون. في صفقة منفصلة، في أكتوبر 1990، رتبت هيئة البترول في تايلاند مع بتروناس لدراسة جدوى نقل الغاز الطبيعي من هذه المنطقة الخاضعة للإدارة المشتركة عبر ماليزيا إلى تايلاند عن طريق تمديد خطوط الأنابيب الموضوعة للمرحلة الثالثة من مشروع استغلال الغاز في شبه الجزيرة.
كان هذا المشروع في طريقه ليصبح عنصرا رئيسيا في تأجيل نضوب النفط. تم توقيع عقود خطوط الأنابيب للمرحلة الثانية من المشروع في عام 1989 مع اتحادين من الشركات الماليزية واليابانية والبرازيلية. تضمنت هذه المرحلة، التي اكتملت عام 1991، مد 730 كيلومترًا من خط الأنابيب حتى طرف شبه الجزيرة، حيث يمكن بيع الغاز إلى سنغافورة وتايلاند؛ تحويل محطتين لتوليد الطاقة - بورت ديكسون وباسير جودانج - من النفط إلى الغاز؛ والتوسع في إنتاج بتروناس من ميثيل ثالثي بوتيل إيثر (MTBE) بروبيلين، وبولي بروبلين، والتي كانت تُنتج بالفعل في مشاريع مشتركة مع إديميتسو شركة بتروكيماوية من اليابان وشركة نست للنفط من فنلندا. كانت المرحلة الثالثة والأخيرة من المشروع هي مد خطوط الأنابيب على طول السواحل الشمالية الغربية والشمالية الشرقية لشبه الجزيرة، وتم الانتهاء منها في عام 1997.
كان هناك مشروع جديد آخر في عام 1990 يتعلق بامتلاك السفن حيث أن ترتيبات بتروناس الحالية مع ماليزيا شركة الشحن الدولية ومع شركة النفط الحكومية النيجيرية لن تكون كافية لنقل الصادرات الإضافية من الغاز الطبيعي المسال المقرر أن تبدأ في عام 1994، بموجب العقد مع غاز سايبو. لم تغفل بتروناس عن التزام الحكومة بالاعتماد على الذات في ماليزيا، ومصفاة الشركة الثانية في ملقا، التي اكتملت في عام 1994، بسعة مع قدرة 100,000 برميل يوميا (16,000 M3 / يوم)، وتعزيز نفس السياسة روجت لنفس السياسة. حقيقة أنه تم بناؤه في مشروع مشترك مع سامسونج الكورية وشركة البترول الصينية من تايوان وكالتكس للولايات المتحدة لم تلغي هذه السياسة بالنسبة للشركة الفرعية بتروناس الترشيح (Melaka)، كان لديها 45٪ من رأس المال مع تقاسم التكاليف الهائلة واكتساب التكنولوجيا المتقدمة للمشروع. والأهم من ذلك، كان أحد الآثار الجانبية لإكمال المصفاة هو أن بتروناس كانت قادرة على تكرير كل النفط الخام الذي تنتجه، بدلاً من الاعتماد جزئيًا على منشآت التكرير في سنغافورة.
لعبت بتروناس، بسياساتها المتمثلة في تعزيز الاعتماد على الذات، والمساعدة في تطوير الصناعات المرتبطة بها، وتنويع مصادر واستخدامات النفط والغاز، دورًا مهمًا في الاقتصاد الماليزي ككل. في ظل الحكومات التي - وفقًا للمعايير الغربية الحالية، إن لم تكن تاريخية - كانت تدخلية بقوة، كانت مساهمة ضرائب النفط في إيرادات الحكومة الفيدرالية تراوح بين 12٪ إلى 16٪ حتى عام 1980، عندما أظهرت زيادة ملحوظة إلى 23٪، تليها بقفزة أخرى لتصل إلى 32٪ في عام 1981. ومنذ ذلك الحين وحتى عام 1988، تقلبت النسبة بين 29٪ و 36٪. لم تكن بتروناس مجرد شركة نفط كبيرة أخرى: لقد كانت تسيطر على قطاع مهم من الاقتصاد وظلت للأفضل أو للأسوأ أداة لا غنى عنها للدولة.

### التوسع عالمياً: التسعينات وما بعدها
خلال منتصف إلى أواخر التسعينات، ظلت عمليات الاستكشاف والتطوير والإنتاج الدولية عناصر رئيسية في إستراتيجية بتروناس إلى جانب التنويع. تم اكتشاف رئيسي في حقل روبي في فيتنام في عام 1994. وفي ذلك العام، شهدت الشركة أيضاً أول إنتاج خارجي لها من حقل داي هونغ في فيتنام وأنشأت أول محطة للبيع بالتجزئة خارج ماليزيا في كمبوديا. وفي عام 1995، تم إنشاء شركة فرعية لاستيراد وتخزين وتوزيع غاز البترول المسال. وبالإضافة إلى ذلك، بدأ مصنع البولي إيثيلين التابع للشركة في كيرته عملياته. وكانت بتروناس علامة بارزة خلال هذه الفترة الزمنية- فقد تم الإعلان عن اثنتين من الشركات التابعة لها، وهما بتروناس داغانغان بي اتش دي وبتروناس غاز بي اتش دي، في بورصة كوالالمبور. وفي الفترة ما بين عامي 1993 و1996، اشترت الفرع السابق شبه الصحراوي لشركة موبيل أويل، الذي أعيد تصنيفه باسم شركة إنغن للبترول.
في عام 1996، دخلت بتروناس سوق العطريات عن طريق مشروع مشترك الذي خلق العطريات ماليزيا. كما شكلت عقدا مع شركة البترول البحرية الوطنية الصينية وشركة شيفرون للبترول الخارجية المحدودة للبدء في استكشاف الكتلة 02/31 من منطقة خليج لياودونغ في الصين. وبينما عانى الاقتصاد الاسيوى ككل من ازمة اقتصادية خلال عامى 1997 و 1998، سارعت ماليزيا إلى العودة بسبب الاصلاحات الحكومية الناجحة. ومن مقرها الجديد في برجي بتروناس التوأم، واصل القلق المملوك للدولة تطوره في صناعة النفط والغاز.
عام 1997، عززت بتروناس جهودها في التنويع. وضعت الشركة خططًا لبناء ثلاثة مصانع للبتروكيماويات في كوانتان بالإضافة إلى منشأة  الخليك في كيرتي. تم إطلاق أول مشروع مشترك لغاز البترول المسال في الصين في ذلك العام، واستحوذت الشركة على حصة 29.3 ٪ في شركة ماليزيا الدولية للشحن بيرهاد (MISC). في عام 1998، اندمجت شركة بيتروناس ذات الصلة بالناقلات مع شركة ماليزيا الدولية للشحن بيرهاد مما أدى إلى زيادة حصة بتروناس في شركة ماليزيا الدولية للشحن بيرهاد إلى 62 ٪. في ذلك العام، قدمت بتروناس بتروناس E01، أول محرك نموذجي تجاري في البلاد. كما وقعت الشركة ما مجموعه خمسة عقود جديدة لمشاركة الإنتاج في عامي 1998 و 1999، وبدأت في إنتاج النفط في حقل سري في إيران.
دخلت بتروناس القرن الجديد وهي مصممة على توسيع جهودها الدولية. أبرمت الشركة صفقات لحطتي استكشاف جديدين في باكستان وبدأت البناء في مشروع تطوير النفط المتكامل وخطوط الأنابيب بين تشاد والكاميرون. بحلول عام 2002، وقعت بتروناس سبع شركات أمنية خاصة جديدة وحصلت على حصص مضمونة في ثماني مناطق استكشاف في ثمانية بلدان، بما في ذلك الجابون، الكاميرون، النيجر، مصر، اليمن وإندونيسيا وفيتنام. كما أحرزت الشركة تقدمًا كبيرًا في استراتيجيتها للبتروكيماويات، حيث افتتحت منشآت بتروكيماوية جديدة تعتمد على الغاز في كيرتي وجبنج.
بحلول عام 2003، كانت ماليزيا على وشك الاستيلاء على الجزائر كثاني أكبر منتج للغاز الطبيعي المسال في العالم مع الانتهاء من مصنع تيغا للغاز الطبيعي المسال في ماليزيا. علق رئيس الوزراء مهاتير محمد على الإنجاز في مقال في وكالة الأنباء في مايو 2003 برناما، مدعيًا أن «مجمع بتروناس للغاز الطبيعي المسال يمثل الآن مثالًا ساطعًا آخر لرؤية تحقق طموح وطني، وتحولت إلى واقع. وفقًا للاعتقاد نفسه بين الماليزيين بأنه» يمكننا القيام بذلك". "في الواقع، حولت بتروناس نفسها إلى شركة نفط عالمية على مدى العقد الماضي، لتصبح رمزًا وطنيًا للنجاح. ومع ذلك، أدركت الشركة أنه سيتعين عليها مواصلة إستراتيجية النمو القوية لضمان بقائها في السنوات القادمة.
تتواصل حملة توسع بتروناس الخارجية من خلال الاستحواذ على أصول ودسايد للطاقة المحدودة موريتانيا مقابل 418 مليون دولار في عام 2007. أثبت المشروع نجاحه حيث اكتشفوا النفط في مايو 2008.

## انظر أيضًا

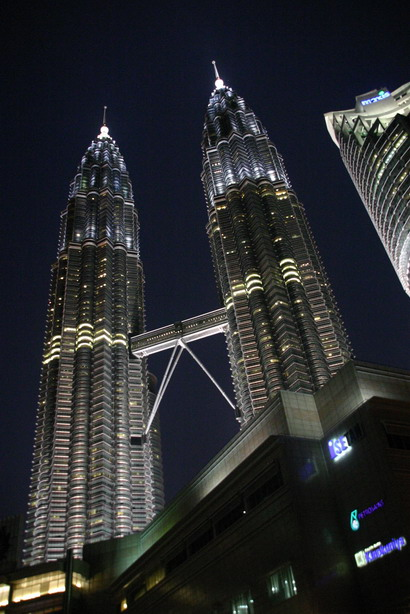
برجا پتروناس التوأم

## الفروع
بتروناس تعمل خارج ماليزيا مثلا في دلتا مصر وفي اثيوبيا...

## رياضات السيارات
تدعم بتروناس الكثير من الرياضات كسباق سيارات الفورميولا والراليات وسباقات التراكات بالإضافة الي الموتسيكلات والرياضات البحرية وغيرها.